# Gauß (Schiff, 1901)
Die erste Gauß war eine Barkentine, die der Erforschung der Antarktis diente und von 1901 bis 1903 während der deutschen Gauß-Expedition unter Erich von Drygalski eingesetzt wurde.

## Geschichte
1899 bewilligte der Deutsche Reichstag 1,2 Millionen Mark für den Bau eines belastbaren Forschungsschiffes, das nach den Entwürfen des Marine-Oberbaurats Otto Kretschmer unter Aufsicht des Reichsmarineamtes auf der Werft der Howaldtswerke in Kiel gebaut wurde. Die Pläne entstanden in Anlehnung an die Fram des Polarforschers Fridtjof Nansen. Das Schiff wurde am 2. April 1901 vom Stapel gelassen und vom Geographen Ferdinand von Richthofen zu Ehren von Carl Friedrich Gauß getauft, der als Erster die Bedeutung des Südpols für die erdmagnetische Forschung erkannt und die Lage des magnetischen Südpols durch Berechnungen ermittelt hatte. Die Südpol-Expedition war ein Projekt des Deutschen Reiches und wurde vom Innenministerium organisiert.
Die Gauß war als Dreimast-Marssegelschoner getakelt. Sie besaß zudem einen Schraubenantrieb mit einer dreikurbeligen Dreifach-Expansions-Dampfmaschine, elektrische Beleuchtung und eine Dampfheizung. Das Schiff war 46 m lang und 11 m breit. Bei einem Tiefgang von 4,8 m betrug die Wasserverdrängung 1.450 Tonnen. Eine Fahrt von sieben Knoten konnte sowohl unter Maschine als auch nur unter Segeln erreicht werden.
Um das Schiff vor Schäden durch den Eisgang zu schützen, wurden verschiedene Maßnahmen ergriffen. Man
- verwendete eine dreifache, untereinander fest verbundene Verplankung aus Eiche, amerikanischer Fichte und Greenheart (siehe auch Grünherzholz),
- brachte speziell konstruierte Stahlplatten an Bug und Heck an,
- verlegte innere Abstützungen aus gewachsenem Eichenkrummholz,
- versetzte das Zwischendeck in die Nähe der Wasserlinie,
- konstruierte einen relativ runden Rumpfquerschnitt, um das Schiff bei Eisdruck auf das Eis zu heben und damit ein Zerdrücken zu verhindern.

Bei der Einrichtung und Ausrüstung des Schiffes wurden die neuesten Erkenntnisse der Polarforschung berücksichtigt. Die Ausstattung umfasste zwei Dampfwinden für die wissenschaftliche Forschung und für die Ankervorrichtungen, einen Apparat zur Destillation von Trinkwasser, eine Feuerlöscheinrichtung, ein Naphtha-Motorboot sowie fünf weitere Boote, eine Anzahl Schlitten, die von 77 sibirischen Hunden gezogen werden sollten, zwei Fesselballons mit dem erforderlichen Wasserstoffgas in 455 nahtlosen Stahlzylindern, einen Scheinwerfer, die modernsten Fischereigeräte sowie zuverlässige physikalische Instrumente. An beiden Seiten der Kommandobrücke waren Öltanks angebracht, um gegebenenfalls Wellenberuhigungsöl abzulassen.
Die Gauß enthielt Unterkünfte für fünf Forscher, fünf Offiziere und die 22 Mann zählende Besatzung. Nautischer Führer des Schiffes war Kapitän Hans Ruser, der dem wissenschaftlichen Expeditionsleiter, Erich von Drygalski, unterstellt war.
Die Gauß verließ Kiel am 11. August 1901 und kehrte am 24. November 1903 dorthin zurück.
1904 wurde das Schiff von der kanadischen Regierung angekauft, in Arctic umbenannt und dem Kapitän Joseph-Elzéar Bernier für eine Nordpolfahrt zur Verfügung gestellt. Als Arctic segelte sie sieben Jahre unter dem Kommando von Bernier durch die nordkanadische Inselwelt und überwinterte 1906–1907 vor Baffin Island, 1908–1909 vor Melville Island und 1910–1911 im Admiralty Inlet. Aufgrund der fünfjährigen Präsenz in diesen Gewässern hat Bernier die arktischen Inseln am 1. Juli 1909 offiziell für Kanada in Besitz genommen. Die Arctic wurde danach bis in die zwanziger Jahre unter anderem als Versorgungsschiff für Siedlungen im hohen Norden Kanadas eingesetzt und ab 1922 für vier Jahre für Explorationsaufgaben reaktiviert, wieder unter dem dann 70 Jahre alten Kapitän Bernier. Nach diesen erneuten Fahrten war das Schiff stark mitgenommen und wurde auf Abbruch verkauft. Die starke Holzkonstruktion widerstand aber den Bemühungen des Abwrackers und so ließ man das Schiff langsam verrotten.
Die Gauß ist Namensgeber für den Gauss Beach, einen Strand auf der Insel Heard im südlichen Indischen Ozean.

Fotografie aus der Tageszeitung „Der Tag“ vom 16. Juli 1901
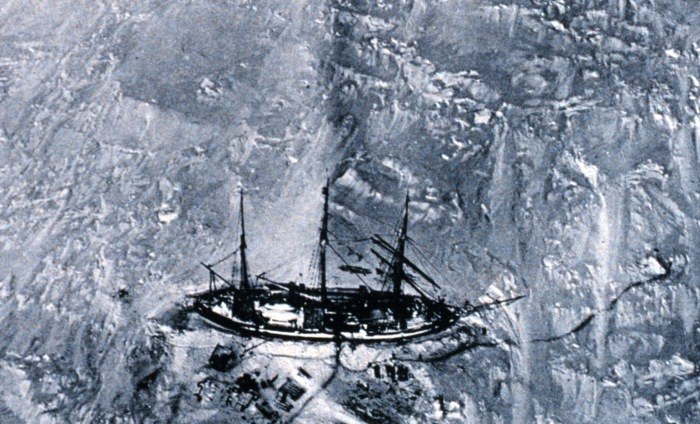
Die im Eis eingeschlossene Gauß am 29. März 1902. Dieses aus einem Fesselballon aufgenommene Foto ist eine der ersten Luftaufnahmen in der Antarktis.
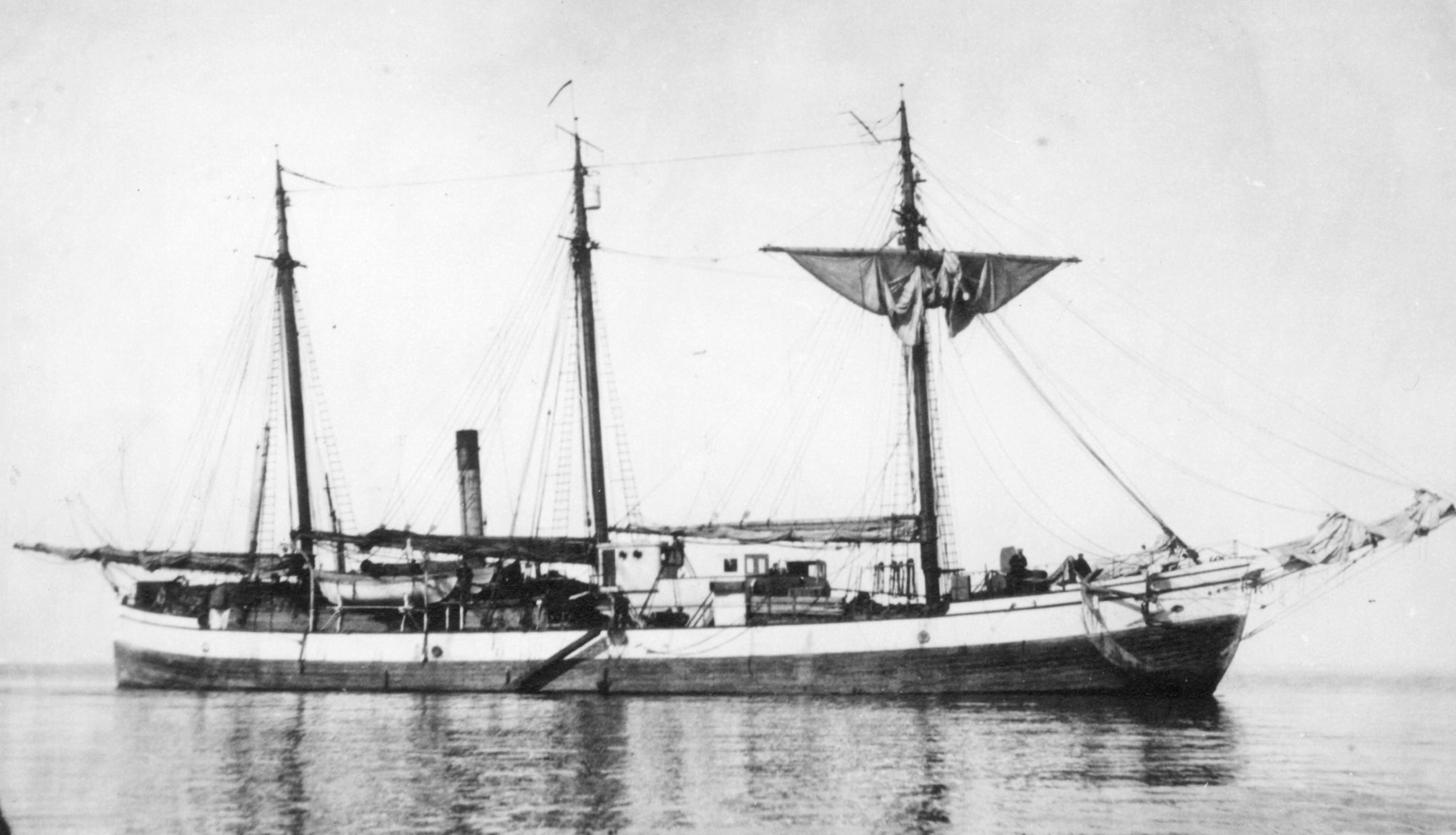
DGS Arctic, 1923